# George Capell (7e comte d'Essex)
George Devereux de Vere Capell, 7e comte d'Essex (24 octobre 1857 - 25 septembre 1916), est un aristocrate britannique. Il devient comte d'Essex en 1892.

## Jeunesse
Capell est né le 24 octobre 1857 à Londres, fils du lieutenant-colonel Arthur de Vere Capell, vicomte Malden et Emma Martha Meux. À la mort de son grand-père, Arthur Capell (6e comte d'Essex), le 11 septembre 1892, George Capell lui succède comme 7e vicomte Malden, 7e comte d'Essex et 8e baron Capell de Hadham.

## Carrière

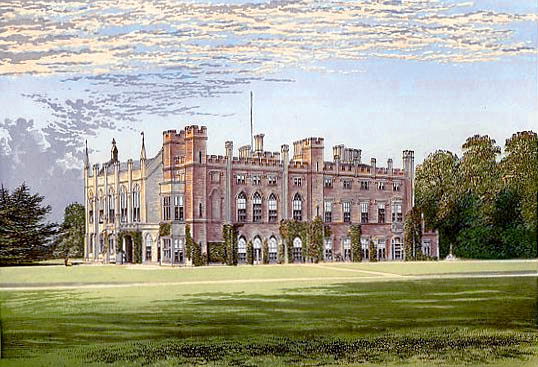
Cassiobury House tel qu'il est sous le 7e comte

Il occupe un certain nombre de postes militaires, comme officier dans les Grenadier Guards, aide de camp du roi Édouard VII et colonel des forces territoriales. Il est nommé major dans le Hertfordshire Yeomanry le 23 novembre 1893. Après le déclenchement de la seconde guerre des Boers en Afrique du Sud à la fin de 1899, il se porte volontaire pour le service actif et est détaché auprès de la Yeomanry impériale, où le 14 février 1900, il est nommé Second Commandant du 12e bataillon. Il quitte Southampton dans le SS Mexican en février 1900 et arrive au Cap le mois suivant, servant en Afrique du Sud jusqu'en 1901. Le 19 décembre 1908, Capell est nommé lieutenant adjoint du Hertfordshire. Il est ensuite vice-lord-lieutenant et juge de paix du Hertfordshire.
Les prédécesseurs de Lord Essex ont investi considérablement dans la reconstruction et la décoration du siège familial, Cassiobury House à Watford. Le 6e comte et son oncle, George Capel-Coningsby, 5e comte d'Essex, sont des mécènes enthousiastes des arts et ont constitué une grande collection de beaux-arts à Cassiobury. Après la mort du 6e comte, il est évident que la fortune de la famille Capell a diminué et, en tant que nouveau comte, George Capell est en butte à des difficultés financières. En 1893, Christie's organise une vente aux enchères de quelques-uns des précieux tableaux, livres, porcelaines et meubles de la collection du comte d'Essex à Cassiobury. Le deuxième mariage de George avec la fille d'un riche industriel américain l'année suivante contribue également à soulager les problèmes financiers, et c'est l'argent d'Adele qui finance le domaine dans les premières années du XXe siècle et permet au comte de continuer à organiser de somptueuses fêtes. Cassiobury House jouit à cette époque d'une grande notoriété dans la société; en 1902, le comte et la comtesse d'Essex reçoivent le jeune Winston Churchill et le roi Édouard VII à Cassiobury. En 1910, la maison est présentée dans un article flatteur du magazine Country Life.
Néanmoins, l'entretien de Cassiobury devenait de plus en plus cher et en 1909, la famille est obligée de lever des fonds supplémentaires grâce à la vente de 184 acres (0,74462158128 km2) de parc au Watford Borough Council pour le logement. Cassiobury est loué meublé tandis que la famille déménage à Londres.

## Vie privée

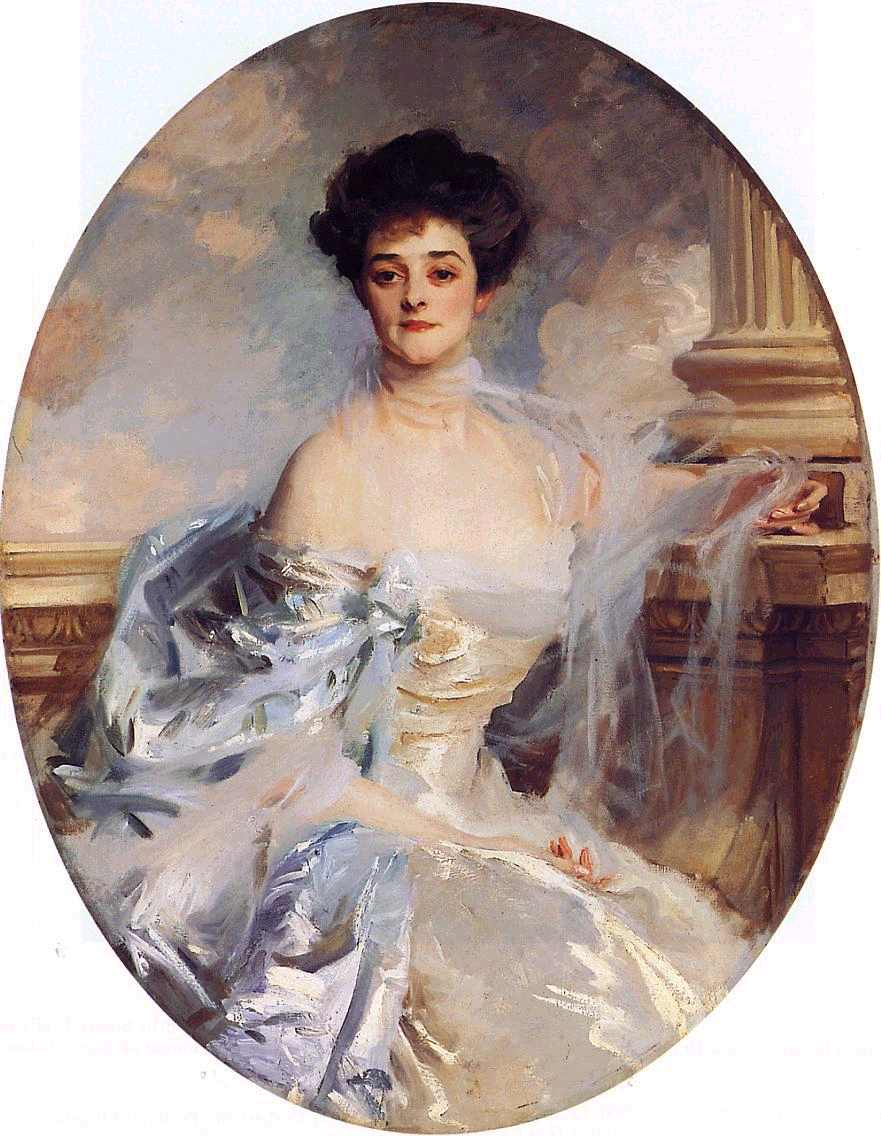
Portrait de sa deuxième épouse, par John Singer Sargent, 1906.

Lord Essex se marie deux fois. Sa première épouse, Ellenor Harriet Maria Hartford, qu'il épouse en 1882, meurt seulement trois ans plus tard en 1885. Ellenor est la fille aînée de William Henry Harford de Oldtown House à Almondsbury. Leur seul enfant, Algernon Capell (8e comte d'Essex) (en), est né en 1884.
En 1893, Lord Essex se remarie avec l'héritière et mondaine américaine Adele Grant (en), fille du magnat des chemins de fer de New York David Beach Grant des Grant Locomotive Works. Le mariage à St Margaret's, Westminster, le 14 décembre 1893, est noté dans le New York Times comme un grand événement social, présidé par l'archidiacre Farrar et accompagné par Arthur Sullivan à l'orgue. Ensemble, le couple a deux filles :
- Iris Mary Athenais de Vere Capell (1895–1977)[1]
- Joan Rachel de Vere Capell (1899–1979), qui épouse Osbert Peake

Lord Essex est renversé par un taxi en septembre 1916. Il est décédé à l'âge de 58 ans le 25 septembre à Stanley House à Newmarket, Suffolk. Ses titres passent à son fils de son premier mariage, Algernon Capell.
La mort du 7e comte d'Essex déclenche des événements qui devaient entraîner la disparition de Cassiobury House et changer la ville de Watford. Les droits de succession, une forme d'imposition introduite en 1894 par le gouvernement libéral, imposent un fardeau financier croissant à l'aristocratie et à la noblesse foncière, et sont responsables de l'éclatement de nombreux grands domaines à travers la Grande-Bretagne. La veuve de Lord Essex, Adele, doit payer une somme importante. Après six ans, elle décide de vendre Cassiobury House, et une grande vente du contenu, qui a lieu sur une période de dix jours en juin 1922 «sous la direction de la très honorable Adèle, comtesse douairière d'Essex» . La collection d'œuvres d'art est divisée et vendue à des collectionneurs privés et à des musées du monde entier, et un certain nombre d'œuvres d'art et d'aménagements intérieurs importants sont maintenant exposés au Metropolitan Museum of Art de New York, aux États-Unis,. Adele n'a cependant pas trouvé d'acheteur pour Cassiobury House; en juillet 1922, elle meurt d'une crise cardiaque dans son bain et la maison reste inoccupée pendant encore cinq ans. Enfin, elle est vendue pour ses matériaux et démolie en 1927. L'ancien site de la maison est acquis par des promoteurs immobiliers pour des logements de banlieue - maintenant le quartier résidentiel de Cassiobury - et le reste du domaine est acquis par le Watford Borough Council et est maintenant utilisé comme Cassiobury Park.